# 甘荣坤
甘荣坤（1962年5月28日—），男，汉族，河南光山人（澎湃新闻报道称他是江西彭泽人），中华人民共和国政治人物。江西财经学院财务会计系商业财会专业毕业，大学学历，经济学学士。因严重违纪违法，被开除党籍、开除公职。

## 生平
1983年7月，从江西财经学院毕业后参加工作，历任国家地震局综合计划处科员、副主任科员、主任科员。1989年4月，进入海关总署，历任财务司经济师，财务司综合处副处长、处长，财务司司长助理，财务司副司长，财务科技司副司长等职。1996年4月加入中国共产党。2000年12月，任海关总署财务装备司司长（其间：2005年3月至2006年1月，在中央党校一年制中青班培训；2006年5月至2007年6月，挂职北京奥运会组委会副秘书长兼物流部副部长）。2007年9月，任北京海关关长、党组书记，一级关务监督。
2013年7月，任湖北省人民政府党组成员。2013年8月，任湖北省人民政府副省长、党组成员。
2016年7月，任中共黑龙江省委常委、政法委书记。2018年2月24日，当选为第十三届全国人大代表。
2019年9月底，调任中共河南省委常委、政法委书记。

### 落马
2021年6月1日，中纪委宣布其因涉嫌严重违纪违法，接受中央纪委国家监委纪律审查和监察调查，成为中共十八大以来继吴天君后第二位落马的中共河南省委政法委书记。
2021年8月20日，全国人民代表大会常务委员会公告，黑龙江省人大常委会决定罢免甘荣坤第十三届全国人民代表大会代表职务。
2021年12月2日，因严重违反党的纪律，构成严重职务违法并涉嫌受贿犯罪，且在十八大后不收敛不收手，性质严重，影响恶劣，中央纪委国家监委决定给予其开除党籍、开除公职处分；收缴其违纪违法所得；将其涉嫌犯罪问题移送检察机关依法审查起诉，所涉财物一并移送。
2022年2月9日，最高人民检察院发布消息，甘荣坤涉嫌受贿案，由国家监委调查终结，经最高人民检察院指定，由江苏省常州市人民检察院审查起诉，常州市人民检察院已向常州市中级人民法院提起公诉。起诉书显示，甘荣坤的贪腐行为始于1998年9月至2000年12月担任海关总署财务科技司副司长时期，时间跨度超过20年，甘荣坤利用担任海关总署财务科技司副司长、财务装备司司长、基建办公室主任，北京海关关长，湖北省副省长，黑龙江省委常委、政法委书记，河南省委常委、政法委书记等职务上的便利以及职权、地位形成的便利条件，为他人在工程承揽、企业经营、案件处理等事项上提供帮助，非法收受财物共计折合人民币1.66亿余元。。
2023年1月10日在央视一套播出的电视专题片《永远吹冲锋号》第四集《永远在路上》中，详细披露了甘荣坤案的细节。中央纪委国家监委机关工作人员杨莹介绍，甘荣坤在十八大之后的涉嫌受贿金额占到了他涉嫌受贿总额的70%以上。他的贪腐经历从海关系统任职时就已经开始。此后在湖北、黑龙江、河南等地任职期间，为多名老板在案件处理、工程承揽、企业经营等多方面提供帮助，非法收受巨额财物。该片透露，甘荣坤是于2021年5月31日试图返回河南前，在北京西站站台准备吸烟时被专案组带走的，当时距其所乘列车发车尚有十余分钟。